# Cinara puerca
Cinara puerca är en insektsart som beskrevs av Hottes 1954. Cinara puerca ingår i släktet Cinara och familjen långrörsbladlöss. Inga underarter finns listade i Catalogue of Life.